# Stadtsee (Mölln)
Der Stadtsee Mölln, auch Möllner Stadtsee genannt, ist ein See im Kreis Herzogtum Lauenburg im deutschen Bundesland Schleswig-Holstein in der Stadt Mölln. Er war ursprünglich ein Teil des Ziegelsees und wurde durch den Bahndamm der Lübeck-Büchener Eisenbahn von diesem abgetrennt. Er liegt zwischen dem Ziegelsee und dem Schulsee, ist ca. 14 ha groß und bis zu 6,4 m tief.